# Lay Me Your Body Down
"Lay Me Your Body Down" är en sång av Tomas Ledin från 1972. Den utgavs som singel samma år. På senare utgåvor av debutalbumet Restless Mind har singeln medtagits som bonus.

## Låtlista
1. "Lay Me Your Body Down"
2. "Get Back to the Truth"

### Fotnoter
1. ↑  ”Lay Me Your Body Down”. Svensk mediedatabas. http://smdb.kb.se/catalog/search?q=Tomas+Ledin+Lay+me+your+body+down&x=0&y=0. Läst 18 januari 2013.